# Културни капитал
Термин културни капитал се односи на не-финансијске друштвене капитале који промовишу социјалну мобилност изван економских средстава. Примери могу да укључују образовање, интелект, стил говора, облачење, или физички изглед. Културни капитал (француски : le capital culturel) је социолошки појам који је стекао широку популарност јер је први пут артикулисан од стране Пјера Бурдијеа. Бурдије и Жан-Клод Пасерон који је први пут употребио термин "културне репродукције и друштвене репродукције" (1977). У овом раду је покушао да објасни разлике у исходима деце у Француској током 1960—их. Од тада је разрађен и развијен у односу на друге врсте капитала у форми капитала (1986); и у погледу високог образовања, на пример, у стању племства (1996). За Бурдијеа, капитал делује као друштвени однос унутар система размене, а термин је продужен за све материјалне и симболичне робе, без разлике, да представи себе као ретког и вредног у одређеној друштвеној формацији (цитирано у Харкер, 1990:.13) и културног капитала који делује као друштвени однос унутар система размене који обухвата акумулирано културно знање које даје моћ и статус.

## Однос према другим врстама капитала
У облику капитала ( 1986 ) , Бурдије прави разлику између три врсте капитала :
- Економски капитал: управљање над економским ресурсима (готовина, средства).
- Друштвени капитал: средства на бази групе чланства , односа , мрежа утицаја и подршке. Бурдије је описао друштвени капитал као " агрегат од стварних или потенцијалних извора који су везани за поседовање трајне мреже мање или више институционалних односа међусобног упознавања и признања . "
- Културни капитал : облици знања , вештина , образовања и предности које особа има , који им дају виши статус у друштву. Родитељи својој деци обезбеђују културни капитал када преносе ставове и знања неопходна за успех у садашњем образовном систему. Касније додаје симболички капитал ( средства на располагању појединцу на основу части, угледа или признавање ) овој листи.

Културни капитал има три подтипа: отеловљени, објективни и институционализовани. Бурдије прави разлику између ове три врсте капитала. 
- отеловљени: Отеловљени културни капитал се састоји од оба свесно стеченог и пасивно "наслеђеног" својстава самога себе (где се "наслеђено" не користи у генетском смислу, већ у смислу пријема током времена, обично од породице кроз социјализацију, културу и традицију). Културни капитал није преносив одмах као поклон или завештање; уместо тога, он се стиче временом, будући да се изражава кроз нечији хабитус (карактер и начин размишљања), што за узврат помаже да се постане пажљивији или припремљен за добијање сличних утицаја.Језички Капитал дефинисан као мајсторство и однос према језику (Бурдије, 1990: 114), може се схватити као облик отелотворења културног капитала и представља средство комуникације и само-презентације стечено из нечије окружне културе.
- објективни културни капитал се састоји од физичких објеката који су у нечијем власништву, као што су научни инструменти или уметничка дела. Ова културна добра могу да се преносе и за економску добит (као куповине и продаје људима спремним да плате) и ради "симболичног" преношења културног капитала чија набавка се олакшава. Међутим, иако се могу поседовати културни капитали као на пример слика, тај културни капитал се може и "прожети" (разумети његово културно значење) само ако неко има одговарајућу основу за концептуално или историјско знање културног капитала, чији циљ није продаја слике (осим случајно и преко независног узрока, као што је када продавац или посредник одлучи да објасни значај слике потенцијалном купцу).
- институционализовани културни капитал се састоји од институционализованог признања, најчешће у облику академског звање или квалификације, културног капитала који је одржан од стране појединца. Овај концепт има своју најважнију улогу на тржишту рада, у којем се омогућава да се изрази широк спектар културног капитала у квалитативном и квантитативном мерењу (и измерен у односу према туђем културном капиталу). Институционални процес признавања тиме олакшава конверзију културног капитала у економски капитал служећи као  истраживачки да би продавци могли да га користе да опишу свој капитал и како би купци могли да опишу своје потребе везане за тај капитал.

## Однос према другим концептима Бурдијеа
Концепт културног капитала је фундаментално повезан са концептима поља и хибитуса. Ова три концепта су континуирано развијана кроз све Бурдијеове Радове. Поље може бити било која структура друштвених односа (King, 2005: 223). То је место борбе за позицију у тој области и састоји се од сукоба који настају када Појединци или групе настоје да утврде вредност и легитимност капитала у том простору. Стога, једна врста културног капитала може бити у исто време и меродавна и не, у зависности од области у којој се налази. Стога се може видети, да је легитимација на одређену врсту културног капитала потпуно произвољна. Моћ се може произвољно одредити што представља легитимни Културни капитал у одређеној области који потиче од симболичког капитала. Хабитус је такодје важан концепт културног капитала, колико се културног капитала може извести из индивидуиног хабитуса. То се често дефинише као одредба која се усвајаја у породици, или се манифестују на различите начине у сваком појединцу. (Харкер, 1990: 10; ВЕБ, 2002: 37; Гордер, 1980: 226). Формиран је не само од стране хабитуса породице (Харкер и остали, 1990:. 11), али и од објективне шансе класе у којој је појединац припада (King, 2005: 222), као и њихових свакодневних интеракција (Гордер, 1980: 226) и то мења положај појединца у оквиру неке области (Харкер, 1990: 11).

## Употреба овог концепта у теорији и истраживању
Концепт културног капитала привукао је велику пзажњу широм света, Како Од стране теоретичара тако и од и истраживача подједнако. Углавном је коришћен у вези са системом образовања, или развијени у другим областима или говорима. Коришћење Бурдијевих капитала може се поделити у више категорија. Прво као они што истражују теорију као средство за објашњење или запошљавање као средство за истраживање. Друго они који граде или проширују Бурдијеву теорију.
Коначно постоје и они који покушавају да оспоре налазе Бурдијеа или да их одбацују У корист неких алтернативних теорија.
Већина радова радова суочава се са Бурдијевом теоријом У вези су са образовањем, само мали број Примени теорију на другим случајевима неједнакости у друштву.

## Традиционална употреба овог концепта
Истраживачи и теоретичари који истражују и користе Бурдијеву Теорију користе је на сличан начин као што је то чинио Бурдије.
Обично је примењују не критички, а у зависности од мерљивих показатеља културног капитала и области у којима их мере,
Бурдијева теорија или ради на томе да подржи своје аргументе у потпуности, или на квалификован начин. Ови радови помажу да се ослика корисност Бурдијевог концепта у анализи неједнакости, али они не додају ништа теорији.
Рад који се употребљава Бурдијев рад на један просветљујући начин јесте рад Емирбајера и Вилијамса (2005) који користе појам из Бурдијеве области као и капитал да испитају односе моћи у области социјалних услуга, посебно бескућника.
Аутори говоре о два одвојена поља која послују на истој Географској локацији и врстама капитала који се вреднују у свакој.
Конкретно они показују како бескућници могу имати капитал особља или капитал клијената и показати како у склоништу могу бити пожељни и непожељни, вредновани или омаловажавани, све у зависности од поља у којем се налазе, односно послују. Иако аутор јасно не дефинише особље или клијента као културни капитал, држава даје средства за формирање ове врсте капитала састављених од људских живота насупрот њиховој породици , може се видети да је Бурдијева Теорија Културног капитала може бити вредна Теорија у анализи Неједнакости у било ком друштвеном слоју или окружењу.

## Експанзија овог концепта
Један број радова проширује Бурдијеву теорију Културног капитала на користан начин, без одступања из оквира различитог капитала.
У ствари, може се видети да ови аутори истражују неартикулисана подручја Бурдијеве теорије уместо да конституишу нове теорије. На пример, Стантон-Салазар и Дорнбуш испитали су како људи са жељеним видовима културног капитала, трансформисали овај капитал у инструменталне односе или социјални капитал са институционализованим агентима којим могу да се пренесу драгоцени ресурси на неку осбу, што може унапредити успех у школи. Они наводе да је ово само елаборација Бурдијеве теорије. 
Слично томе, Думејз (2002) уводи променљивост Рода да се утврди способност културног капитала за повећање образовних постигнућа. Аутор показује интеракцију пола и друштвених класа којом произведе различите користи од културног капитала. У ствари За разлику (1984: 107), Бурдије каже "Сексуална Особине су неодвојиве од својстава класе као што је жутило лимуна неодвојиво од његове киселости". Он једноставно није артикулисао разлике које се могу приписати роду у својој општој теорији репродукције у образовном систему.
Са друге стране, два аутора су увела нове променљиве у Бурдијев концепт културног капитала. Емисон и Фров (1998) Рад центра На једном истраживању омогућио је за информационе технологије да се сматрају обликом културног капитала. Аутори тврде да се  познавање, и позитивно расположење према коришћењу развијених технологија у информатичком добу може посматрати као додатан вид друштвеног капитала, који даје предност породицама које га поседују.
Наиме рачунари су машине који чине једну врсту културног капитала, као и способност да се користе је оличење врсте културног капитала. Овај рад је користан зато што показује начин на који Бурдијеов појам културног капитала може бити проширен и унапређен тако да укључује културниа добра и праксе које су све Важније У одређивању достигнућа како у школи тако и ван ње.
Хејг користи Бурдијеву теорију културног капитала за истраживање расизма у Аустралији. Његова расправа око расе разликује се од Бурдијевог третмана према мигрантима и њиховој количини лингвистичког капитала и хабитуса. Хејге заправо схвата белине као облик културнног капитала. Бела није стабилна биолошки одрђена особина, него  померање скупа друштвених пракси. Он схвата нацију као кружно поље са хијерархијом која се креће од моћног центра (састављен од белих Аустралијанаца), ка мање моћној периферији (састављен од осталих). Остали нису једноставно доминантни, већ су приморани да се такмиче са другима за место ближе центру. Коришћење Бурдијевих термина капитала и поља је веома значајна за разумевање како људи који нису англосаксонци могу заменити културни капитал са оним белим како би добили виши положај у хијерархији.
Џон Тејлор Гато пише комад у Харперовом издању против школе (2003. године). Гато се бави питањима образовања у модерном школовању као пензионисани наставник. Однос културног капитала може се повезати са књигом Александра Инглиса из 1918. године, "Принципи средњег образовања", што Јасно показује како је Модерно Америчко образовање Сада оно што је било у Пруској 1820. Циљ је био да се деца поделе у групе. По годинама и резултатима тестова. Инглис представља 6 основних функција модерног школовања. Функције 3,4 и 5 су највише везане за културни капитал јер описујују начин на који Културни капитал подстиче децу да уче од малих ногу.3. Дијагностичке и директивне функције. Школа има за циљ да одреди одговарајућу улогу сваког ученика. Ово се ради логовањем доказа математички на збирним подацима. 4. разликовање функција. Када се њихова друштвена улога "дијагностикује" Деца треба да се рангирају по улози обучени Једино за њихове улоге у социјалној Машини, Ниједан Корак даље. 5. Селективна функција. Ово се уопште не односи на људски Избор него на Дарвинову теорију природне селекције као примену на оно што је назвао "фаворизоване расе".
Укратко, Идеја је да се свесно помогне стварима Да покушају да побољшају приплод. Школа има за циљ да означи неподобне - са лошим оценама, помоћним пласманима и друге казне Довољно Јасне да ће ИХ Њихови вршњаци прихватити као инфериорне и ефикасне са репродуктивним наградним играма. То је све што су Та Мала понижења од првог разреда па надаље требало да ураде: "то је била земља у сливнику". Ове три функције су у директној вези са културним капиталом јер кроз школовање, деца су дискриминисана од стране друштвене Класе и когнитивно смештена у околину која ће им омогућити да буду у стању да издрже друштвену улогу док одрастају. Они ће бити вођен низ стазу у класи којој припадају и током пете функције ће бити директно непожељни у више привилегованих скупова деце и Штавише биће гурнути низ мердевине.
Исто тако, Павле Диагио проширује Бордијевов поглед Културног капитала и њен утицај на образовање и каже: "Пратећи Бурдијеа, мерио сам културни капитал ученика средњих школа користећи Сопствене извештаје о упетљаности у уметности, музици и књижевности.". У свом чланку часописа под називом "Престоница културе и школског успеха": Утицај стања културе на оцене средњошколаца у САД, у америчком социолошком прегеду Вол.47, број 2, март, 1982.
У САД-у, Ричард А. Петерсон и А. Симкус (1992) продужио је културну теорију културног капитала, искључиво на (средњу) анализорање података из анкете о Американцима, у оквиру "Како да музички укуси обелезавају Професионални статуса групе", са термином "културне омниворес "као посебан одељак вишег статуса у САД који има културне ангажмане и укусе лемима који су електричан Распон од уметности у популарној култури.

## Критика овог концепта
Критика Бурдијеовог концепта, се заснива на многим основама, укључујући недостатак концептуалне јасноће. Можда због овог недостатка јасноће, истраживачи су операционализовалили концепт на различите начине, и разликују се у својим закључцима. Док неки истраживачи могу бити критиковани за коришћење Мера културног капитала који се фокусира само на одређеним аспектима "узвишене" културе, то је критика која би могла да се изравна са Бурдијеовим сопственим радом. Неколико студија су покушале да поправе мерење културног капитала, како би се испитао који аспект културе средње класе заправо има Значај У образованом систему.
Уочено је да Бурдијеове теорије, а посебно његов појам хабитуса је потпуно детерминистички сам да не оставља места за индивидуалне делатности или чак индивидуалне свести. Иако Будрије трвди да је превазишао дихотомију структура и агенције, то није посебно убедљиво. На пример, Оксфорд Академија Џон Голдторп већ дуго тврди да:
"Бурдијеов поглед на Пренос културног капитала као кључног процеса друштвене репродукције једноставно није у реду. Детаљнији налази истраживања, као што је већ речено, могло би се узети као помоћ да се само објасни зашто је то погрешно. То је зато што различите класе не Доводе до оваквих карактеристичних и трајних облика хабитуса Како би Бурдије претпоставио, јер чак и унутар више угрожених класа, са малим приступом висококвалитетној култури, вредности које фаворизује Образовање и даље могу преовладати и можда постоје неки релевантни Културни ресурси, и због тога школе и друге образоване институције могу да функционишу као Важна средства ресоцијализације- то је, не само осигурања већ и у разним аспектима допунити, компензовати или чак утицај бројности породице у креирању и преношењу "културног капитала", и не само у случају Вундеркина већ у ствари на масовној скали. "
Бурдије је такође критикован због свог недостатка разматрања рода. Кантер (У Робинсон, Гарниер 1986) Указује на недостатак интереса за родне неједнакости на Бурдијеовом тржишту рада. Међутим, Бурдије је обратио пажњу на тему директне родности у његовој књизи "Женске доминације", 2001. Бурдије је навео на првој страни увода своје књиге да он сматра да Мушка доминација треба да буде прави пример симболичког насиља.

## Веза са другим типовима капитала
У The Forms of Capital (1986) Бурдје разликује три врсте капитала:
1. Економски капитал: управљање над економским ресурсима (готовина и средства);
2. Друштвени капитал: средства на основи чланова групе, односа, утицаја мреже и подршке;
3. Културни капитал: облици знања, вештине, образовање и предности које особа поседује, који јој даје виши статус у друштву.

## Типови
Културни капитал има три подврсте: утемељене, објективне и институцијализоване (Бурдје, 1986). Бурдје прави разлику између ове три врсте капитала:
- Утемељени кулитурни капитал се састоји од два свесно стечена и пасивно својства самог себе.[12] Културни капитал није моментално преносив као поклон или као завештање. Уместе тога он се стиче временом као што се утискује на нечијем хабитусу.
- Објективни културни капитал се састоји од физичких објеката који су у власништву, као што су на научни инструменти или уметничка дела. Ова културна добра могу да се преносе и као економска добит.
- Институцијализована културна престоница састоји се од институцијалног признања, најчешће у облику акредитације или академских квалификација. Овај концепт има најзначајнију улогу на тржишту рада, коме се дозвољава широк спектар културног капитала који се изражава у квалитативном и квантитативном мерењу.